# Andrei Peteleu
Ionuț Andrei Peteleu (Bistrița, 20 agosto 1992) è un calciatore rumeno, difensore del CFR Cluj.

## Palmarès

### Club

#### Competizioni nazionali
- Campionato rumeno: 2

CFR Cluj: 2017-2018, 2018-2019
- Supercoppa di Romania: 1

CFR Cluj: 2018
- Coppa di Romania: 1

CFR Cluj: 2024-2025